# Naked (Dev)
Naked è un brano musicale interpretato dalla cantante statunitense Dev, in collaborazione con il cantante spagnolo Enrique Iglesias. Il brano è stato pubblicato come terzo singolo estratto dall'album studio di debutto di Dev, The Night the Sun Came Up. Inizialmente il brano doveva fare parte della riedizione dell'album di Enrique Iglesias Euphoria, tuttavia, quando la riedizione è stata annullata, è stato annunciato che il singolo sarebbe stato mantenuto lo stesso. Il singolo è stato pubblicato su iTunes il 20 dicembre negli Stati Uniti ed in Canada mentre il 6 gennaio nel resto del mondo.
T-Pain ha realizzato un remix del brano sostituendo la voce di Enrique Iglesias.

## Video
Le riprese del video sono iniziate a fine febbraio da BBGun, lo stesso che ha diretto il video di Enrique Iglesias per Tonight (I'm Lovin' You), e come la canzone, il video vede la partecipazione di Enrique Iglesias. La cantante per il video ha usato trucchi della CK One Color, linea di Cosmetici firmati Calvin Klein di cui la cantante ha fatto anche da make-up artist. Il video è stato poi pubblicato il 29 marzo 2012 su YouTube. Il video ruota intorno alla vita notturna di Las Vegas, dove Dev e Enrique vengono mostrati impegnati in attività diverse dal gioco d'azzardo nei club e nelle strade.

## Tracce
Download Digitale
1. Naked – 3:58

EP digitale - The Remixes
1. Naked (R3hab Remix) - 4:21
2. Naked (Trevor Simpson Remix) - 6:48
3. Naked (MK Remix) - 4:36
4. Naked (Dj Vice Remix) - 4:56
5. Naked (Dj Reflex Remix) - 4:45
6. Naked (Dj Carnage Remix) - 5:48
7. Naked (Alfa Paare Remix) - 8:22
8. Naked (Static Revenger Remix) - 5:17

## Classifiche
| Classifica (2012) | Posizione massima |
| ----------------- | ----------------- |
| Belgio (Fiandre)  | 13                |
| Belgio (Vallonia) | 2                 |
| Canada            | 54                |
| Danimarca         | 26                |
| Messico           | 1                 |
| Slovacchia        | 24                |
| Stati Uniti       | 99                |